# Harmonia series
Harmonia series (ハルモニア シリーズ) は、グッドスマイルカンパニー発のオリジナルのドールブランド。
全長およそ20cmで関節可動式のフルカスタム可能な本格的なドールシリーズのことをいう。通称ハルモニア。

## ブランド
Harmonia series (ハルモニア シリーズ) には、現在2つのブランドがある。2つのブランドは、頭部サイズがほぼ同じ大きさとなっておりウィッグを共有することができる。またボディは共通しているため、衣装も共有可能である。以下、それぞれのブランドに付いて述べる。

### Harmonia bloom（ハルモニアブルーム）
オリジナルコンセプトドールをメインとしたブランド。原型制作は「植物少女園」の石長櫻子。

#### シリーズについて
現状は３つのシリーズがある。お花シリーズ・物語シリーズ・シーズナルドールシリーズ

### Harmonia humming（ハルモニアハミング）
キャラクタードールをメインとしたブランド。